# Neon (pește)
Peștele Neon (Paracheirodon innesi) face parte din familia Caracide a ordinului Caraciformelor. Specia este originară din sud estul Californiei, estul Perului și vestul Braziliei. Peștele neon se caracterizează prin prezența unei dungi laterale longitudinale de culoare verde-albastră și a unei dungi roșie .